# Burgstall (Hochstadt am Main)
Burgstall ([ˈbʊʁkˌʃtal] ⓘ) ist ein Gemeindeteil von Hochstadt am Main im oberfränkischen Landkreis Lichtenfels.

## Geografie
Das Dorf liegt etwa zehn Kilometer östlich von Lichtenfels auf einem Hang oberhalb des Mains. Von Burgstall führt eine Gemeindeverbindungsstraße nach Hochstadt am Main.

## Geschichte
Die erste Nennung war etwa 1225, als Heinrich von Weidnitz sein Eigengut „Burcstal“ dem Kloster Langheim übereignete. 1382 wurden Schulden des Klosters bei den Fischern von „Burgstal“ erwähnt.
Im Jahr 1801 gehörten dem Hochstift Bamberg die Zent- und Territorialherrschaft. Die Lehens-, Vogtei-, Dorf- und Gemeindeherrschaft besaß das Kloster Langheim. Der Pfarrsprengel gehörte nach Altenkunstadt. Zwölf Häuser mit Stadeln waren dem Amt Lichtenfels steuerpflichtig.
1818 gehörte Burgstall zum Obermainkreis. 1862 folgte die Eingliederung des Dorfes in das neu geschaffene bayerische Bezirksamt Lichtenfels. 1871 zählte der Ort 93 Einwohner und 37 Gebäude. Das Dorf gehörte zur 4,0 Kilometer entfernten katholischen Pfarrei in Altenkunstadt. Die katholische Schule befand sich im 1,5 Kilometer entfernten Wolfsloch. Im Jahr 1900 umfasste die Landgemeinde Wolfsloch einschließlich des Gemeindeteils Burgstall eine Fläche von 277,97 Hektar, 252 Einwohner, von denen 250 katholisch und 2 protestantisch waren, sowie 44 Wohngebäude. 76 Personen lebten in Burgstall in 15 Wohngebäuden. 1925 lebten in dem Ort 83 Personen in 14 Wohngebäuden. Am 30. Dezember 1925 wurde Burgstall von der Pfarrei Altenkunstadt ausgepfarrt und der Pfarrei Hochstadt angeschlossen. 1950 hatte das Dorf 108 Einwohner und 14 Wohngebäude und gehörte zum Sprengel der evangelischen Pfarrei Obristfeld. Im Jahr 1970 zählte Burgstall 73 Einwohner und 1987 60 Einwohner sowie 14 Wohngebäude mit 20 Wohnungen.
Am 1. Mai 1978 wurden Wolfsloch und sein Gemeindeteil Burgstall im Zuge der Gemeindegebietsreform nach Hochstadt eingegliedert.

## Sehenswürdigkeiten

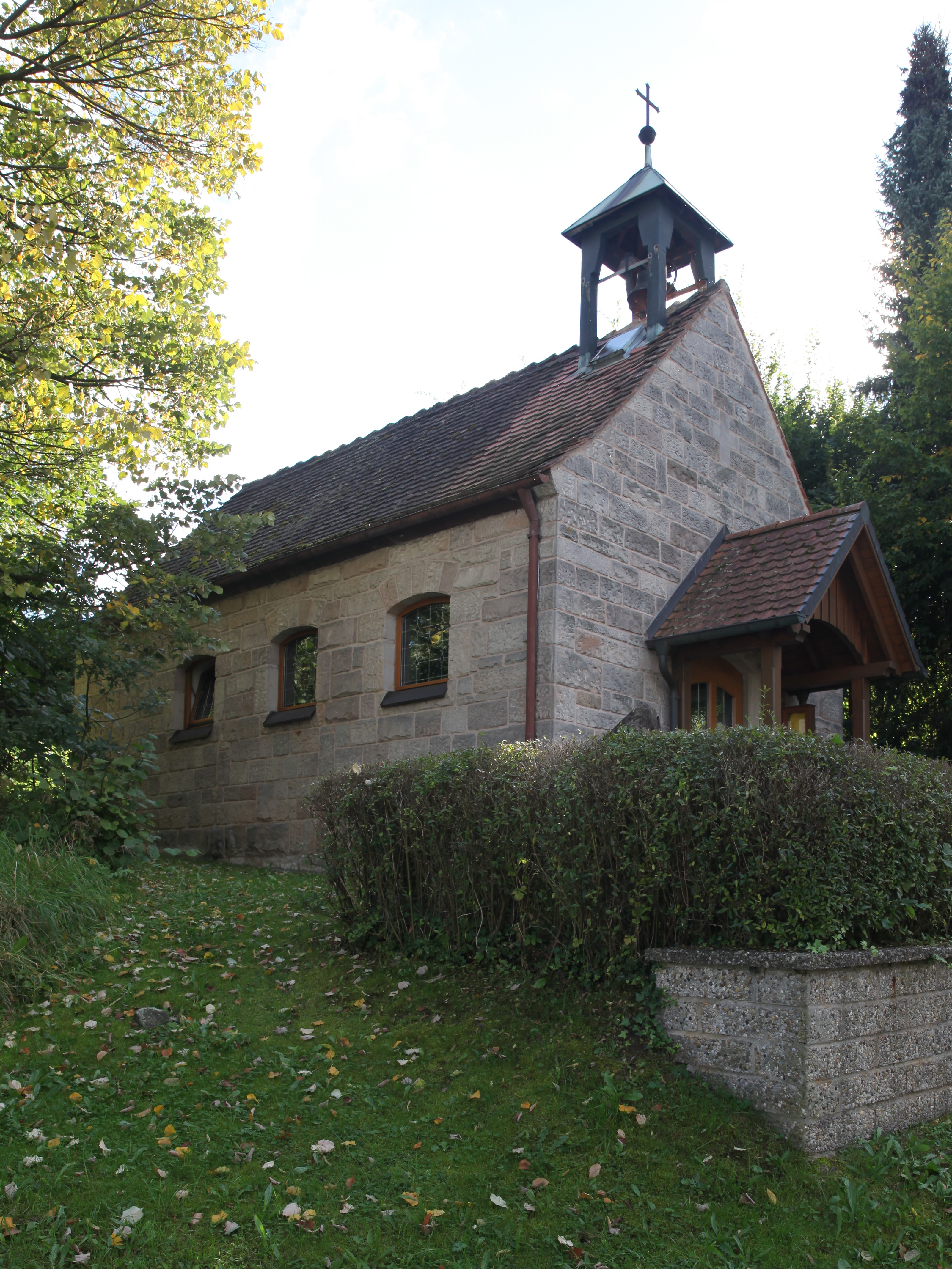
Dem heiligen Konrad von Parzham geweihte Kapelle

In der Bayerischen Denkmalliste sind für Burgstall vier Baudenkmäler aufgeführt, siehe Denkmalliste der Gemeinde.